# Danthoniopsis parva
Danthoniopsis parva là một loài thực vật có hoa trong họ Hòa thảo. Loài này được (J.B.Phipps) Clayton mô tả khoa học đầu tiên năm 1967.